# 朱慎𨦯
靖安王朱慎𨦯（16世纪—1611年），明朝靖安王朱新的庶长子，追封靖安王。
万历十二年（1584年），朱慎𨦯受封靖安长子。万历三十九年（1611年），朱慎𨦯去世。朱新環去世后，由朱慎𨦯的庶长子朱敏没袭封。朱慎𨦯因此被追封为靖安王，谥号失考。